# Armas Launis
Armas Launis (Hämeenlinna, 22 de abril de 1884 - Niza, 7 de agosto de 1959), fue un compositor, etno-musicólogo, pedagogo, escritor y periodista finlandés.

## El compositor
Esencialmente compositor de óperas, el repertorio de Launis cuenta con diez obras (tanto autor del libreto como de la música). Entre ellas, se han representado:
- En Finlandia: 
  - Versión escénica: Los siete Hermanos (1913), primera ópera cómica finlandesa y Kullervo (1917),
  - versión concierto: Aslak Hetta (2004, Finlandia), dirección: Sakari Oramo.
- En Francia:
  - Kullervo: versión escénica (1940 en Niza, en el Palacio del Mediterráneo) y difundido por la radio París-Inter y Radio Monte-Carlo (1938-1940).
  - Jehudith: la versión abreviada fue radiada por París-Inter (1954).

Hay que mentar también composiciones de música de cámara, cantatas, coros, suites orquestales y la música de la primera película etnográfica finlandesa: Una boda en Carelia-pays de la poesía (1921).

## El etno-musicólogo
Launis es uno de los primeros investigadores-recolectores de música popular. Viajero solitario y apasionado, de espíritu curioso, atento a los demás, viajó por Laponia (1904-1905-1922), a Kainu (1902), por Ingrie (1903-1906), por Carelia (1902-1905), por Estonia (1930). En todas partes se relacionó detenidamente con los habitantes, escuchándolos, tomando nota de las melodías, grabando también a cantores célebres, a plañideras, a tocadores de "kantele".
Launis comprendió la riqueza y el dinamismo de la poesía cantada, la importancia de la cultura popular. Las numerosas publicaciones del conjunto de sus recolecciones aún siguen siendo autoridad y enriquecen el patrimonio nacional.
Más tarde, viajó por África del Norte, en donde vivió, interesándose por las músicas beduinas, árabes y berberiscas, las cuales renovaron el color de su música (las óperas Theodora y Jehudith).

## El pedagogo
Doctor en letras (1911), catedrático de universidad, dio clases de análisis musical y composición en la universidad de Helsinki (desde 1915 hasta 1922). Mejoró sus conocimientos en Berlín (Wilhem Klatte) y en Weimar (Waldemar von Baussnern). Haciendo sumo caso de la enseñanza musical para todos, fundó los primeros conservatorios populares de Finlandia, vigentes aún hoy día. Los dirigió hasta 1930. Desde 1920 fue pensionado por el Estado finlandés de modo vitalicio, con la posibilidad de vivir en el extranjero.

## El periodista
Atento a seguir relacionado con su patria, fue el corresponsal regular de Helsingin Sanomat, de Uusi Suomi y de Suomen Kuvalehti, miembro fundador de la Sociedad de la prensa extranjera de la Costa Azul, periodista de la Asociación francesa de expansión e intercambios artísticos.
Morando definitivamente en Francia, en Niza, desde 1930, participó activamente en los intercambios musicales y culturales entre Francia y Finlandia.

## La producción

### Óperas
- Los siete Hermanos (1913).
- Kullervo (1917).
- Aslak Hetta (1922).
- El canto de la Bruja (1934).
- El pañuelo careliana (1937).
- El verano que no llega nunca (1936).
- Jehudith (1937-40).
- Érase que se era (1939).
- Theodora 1939).
- Las llamas heladas (1957).

### Libros
- Über Art, Entstehung und Verbreitung des estnisch-finnischen Runenmelodien (1910)
- Ooppera ja puhenäytelmä:muutamia vertailevia piirteitä (1915)
- Esivanhempieni muisto 1500-1900 (1921)
- Aslak Hetta: 3 näytöksinen ooppera (libretto-1921)
- Kaipaukseni maa.Lapinkävijän muistoja (1922)
- Murjaanien maassa (1927)
- Suomen maaseutukaupunkien kansankonservatoriot (1927)
- Erään Turumaalaisen saaristolaisuvun vaiheita (1929)
- Tunturisävelmiä etsimässä. Lapissa 1904 ja 1905. (Minna-Riikka Järvinen)(2004)

### Colección de melodías
- Lappische Juoigos-Melodien (1908)( Mélodies lapones)
- Suomen kansan sävelmiä IV:Inkerin runosävelmät (1910)
- Suomen partioväen laulukirja (1917)
- Suomen kansan sävelmiä IV:II Karjalan runosävelmät (1930)
- Eesti runoviisid (Tartto 1930)

### Artículos
- Runosävelmistä (Kalevalaseuran vuosikirjaI, 1921)
- Kullervo-oopperan esihistoriaa (Kalevalaseuran vuosikirja I, 1921)
- Saamein säveleitä etsimässä (Kalevalaseuran vuosikirja 2, 1922)
- Muuan karjalainen kanteleensoittaja (Kalevala seuran vuosikirja, 1923)